# رومن آبراموویچ
رومن آرکادیویچ آبراموویچ (به روسی: Рома́н Арка́дьевич Абрамо́вич) (زادهٔ ۲۴ اکتبر ۱۹۶۶) یک الیگارش، سیاستمدار، بازرگان و سرمایه‌دار روس است. او همچنین مالک پیشین باشگاه فوتبال چلسی انگلستان از سال ۲۰۰۳ تا ۲۰۲۲ میلادی بود.
آبراموویچ در فاصلهٔ سال‌های ۲۰۰۰ تا ۲۰۰۸ فرماندار منطقهٔ خودمختار چوکوتکا بود. بر پایهٔ گزارش فوربز، دارایی خالص آبراموویچ در سال ۲۰۲۱ معادل ۱۴٫۵ میلیارد دلار بود. در سال ۲۰۲۲ ثروت او به ۶٫۹ میلیارد دلار کاهش و این رقم در سال ۲۰۲۳ تا ۹٫۲ میلیارد دلار افزایش یافت. آبراموویچ در سال‌های پس از فروپاشی اتحاد جماهیر شوروی در دههٔ ۱۹۹۰ ثروتمند شد و دارایی‌های دولتی روسیه را با قیمت‌هایی بسیار پایین‌تر از ارزش واقعی آن‌ها در بازار، در برنامهٔ بحث‌برانگیز خصوصی‌سازی وام در ازای سهام روسیه به‌دست‌آورد. گفته می‌شود که آبراموویچ با ولادیمیر پوتین، رئیس‌جمهور روسیه رابطهٔ خوبی دارد، ادعایی که آبراموویچ آن را رد کرده‌است. آبراموویچ دارای تابعیت روسی، اسرائیلی و پرتغالی است.

## آغاز زندگی
رومن آبراموویچ در سال ۱۹۶۶، در ساراتوف در جنوب غرب روسیه در یک خانوادهٔ یهودی اشکنازی زاده شد. مادرش، ایرینا، در یک سالگی او، بر اثر عفونت خونی درگذشت. پدرش نیز دو سال بعد در محل ساخت یک ساختمان، زیر جرثقیل له شد. پس از آن، رومن نزد خویشاوندانش بزرگ شد. او بیشتر جوانی خود را در منطقهٔ کومی در تنگدستی زندگی کرد. او در ۱۶ سالگی مدرسه را رها کرد و به‌عنوان مکانیک مشغول به کار شد. سپس به ارتش سرخ پیوست. پس از آن در مسکو اسباب‌بازی پلاستیکی می‌فروخت. بعد از آن نیز به فروش عطر و دئودورانت مشغول شد و در زمان میخائیل گورباچف، آخرین رهبر شوروی که فضای بیشتری برای کارآفرینی ایجاد شده بود، ثروت خود را افزایش داد.

## پیشرفت
با فروپاشی اتحاد جماهیر شوروی سوسیالیستی، رومن آبراموویچ در سال ۱۹۹۵، شرکت نفتی سیب‌نِفت را در یک مزایدهٔ دستکاری‌شده به قیمت ۲۵۰ میلیون دلار از دولت فدراسیون روسیه خرید و در سال ۲۰۰۵، آن را به قیمت ۱۳ میلیارد دلار دوباره به دولت فروخت. در سال ۲۰۱۲ او در دادگاهی در بریتانیا اعتراف کرد که برای کمک به انجام معاملهٔ سیب‌نِفت، رشوه پرداخته‌است.
در دههٔ ۱۹۹۰ و در میانهٔ درگیری‌های جنگ آلومینیوم به دلیل قتل‌هایی که در حین آن رخ داد، از ورود به بازار آلومینیوم خودداری کرد. اما همزمان با هرج‌ومرج آن سال‌ها، صدها میلیون پوند به‌دست‌آورد.

## سیاست
رومن آبراموویچ از متحدان بوریس یلتسین بود. او حتی مدتی آپارتمانی در درون کاخ کرملین داشت. پس از استعفای یلتسین نیز از ولادیمیر پوتین برای جانشینی پشتیبانی می‌کرد. در اصل، آبراموویچ نخستین کسی بود که جانشینی پوتین را به یلتسین پیشنهاد کرد. در دوره‌ای که پوتین قدرت خود را افزایش می‌داد، شماری از نومیلیاردرها به زندان افتادند و عده‌ای که نتوانسته بودند وفاداری‌شان را اثبات کنند، تبعید شدند. اما رومن آبراموویچ در سال ۲۰۰۰، به عنوان فرماندار منطقهٔ محروم چوکوتکا در شمال شرق روسیه گماشته شد. محبوبیت رومن آبراموویچ پس از سرمایه‌گذاری شخصی در خدمات اجتماعی آن منطقه افزایش یافت. اما در سال ۲۰۰۸، از آن مقام کناره‌گیری کرد. رومن آبراموویچ در همهٔ این سال‌ها با پیگیری فعالیت‌های تجاری و خرید تابلوهای نفیس نقاشی، خانه و خودرو بر ثروتش افزود.

## ورود به فوتبال
رومن آبراموویچ در خارج از روسیه به خاطر سابقهٔ مالکیت باشگاه فوتبال چلسی و فعالیت در فوتبال اروپا شهرت دارد. هنگامی‌که تیم فوتبال رئال مادرید در دیداری تماشایی در سال ۲۰۰۳، در استادیوم الدترافورد با درخشش و هت‌تریک رونالدو با نتیجه ۳–۴ مغلوب منچستریونایتد شد، یک میلیاردر روسی روی سکوها به حدی از جریان بازی به وجد آمده بود که تصمیم به سرمایه‌گذاری روی فوتبال گرفت و چند ماه بعد تبدیل به یکی از جالب‌ترین سوژه‌های فوتبال شد؛ آن فرد متمول روسی، رومن آبراموویچ بود که تصمیم گرفت باشگاه چلسی را خریده و به فوتبال روی آورد. او ابتدا قصد خرید باشگاه تاتنهام هاتسپر در شمال لندن را داشت. دانیل لوی، مالک باشگاه تاتنهام، بازدید آبراموویچ از ورزشگاه وایت هارت لین در سال ۲۰۰۳، را تأیید کرده‌است. آبراموویچ سپس به این نتیجه رسید که با ۱۰ میلیون پوند بیشتر می‌تواند باشگاه چلسی را با یک استادیوم توسعه یافته و همچنین دو هتل خریداری کند و از خرید تاتنهام منصرف شد.
باشگاه چلسی در زمان ریاست رومن آبراموویچ موفق به کسب ۲۱ جام معتبر شد. باشگاه چلسی پیش از ورود آبراموویچ هم افتخارات زیادی در سطح لیگ برتر انگستان و اروپا به‌دست آورده بود.
آبراموویچ باشگاه چلسی را به قیمت ۱۴۰ میلیون پوند خرید. سرمربیگری ژوزه مورینیو و دیگران به‌همراه تزریق ثروت آبراموویچ به چلسی، به این باشگاه کمک کرد که به پنج قهرمانی در لیگ برتر انگلستان، دو قهرمانی در لیگ قهرمانان اروپا و پنج قهرمانی جام حذفی انگلستان برسد.

## ثروت

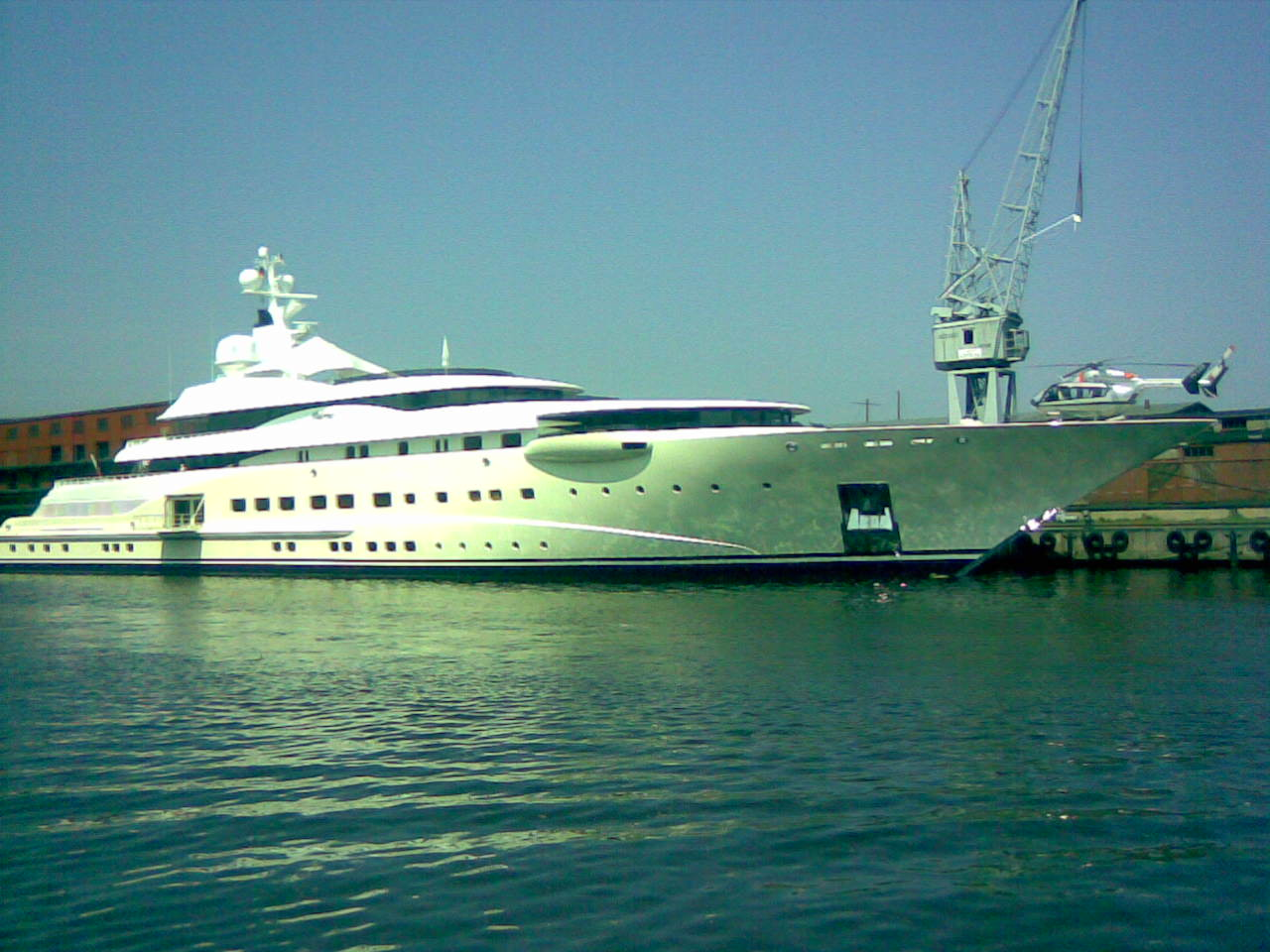
قایق تفریحی "Pelorus" در لوبک

رومن آبراموویچ یک آپارتمان در محلهٔ گران‌قیمت چلسی، یک عمارت ۱۵۱۲ خوابه در خیابان کنزینگتون پالاس گاردنز در غرب لندن به ارزش بیش از ۱۵۰ میلیون پوند، یک مزرعه در کلرادو و یک ویلا در سواحل جنوب فرانسه دارد. کشتی‌های تفریحی او به نام‌های سولاریس و اکلیپس از بزرگ‌ترین کشتی‌های تفریحی در جهان هستند. او یک جت شخصی هم دارد. خبرگزاری بلومبرگ ثروت رومن آبراموویچ را ۱۳٫۷ میلیارد دلار برآورد کرده و در بین ثروتمندترین اشخاص جهان، او را در رتبهٔ ۱۲۸ قرار می‌دهد. مجلهٔ فوربز ثروت او را ۱۲٫۳ میلیارد دلار تخمین زده و او را در رتبهٔ ۱۴۲ قرار داد.
رومن آبراموویچ در سال ۲۰۰۶، در پاسخ به سؤال گاردین که پول چه کارها می‌کند، پاسخ داد: «نمی‌تواند خوشبختی بخرد. شاید کمی استقلال بیاورد.»

## تحریم
در سال ۲۰۲۱، رومن آبراموویچ از انتشارات هارپرکالینز به اتهام تهمت شکایت کرد. این انتشارات در کتابی به نام آدم‌های پوتین نوشته بود که خرید باشگاه چلسی به دستور ولادیمیر پوتین بوده‌است. دو طرف خارج از دادگاه به توافق رسیدند و ناشر نیز موافقت کرد که توضیحاتی به کتاب اضافه کند.
پس از حملهٔ ۲۰۲۲ روسیه به اوکراین، دولت بریتانیا اموال ثروتمندان روسیه در بریتانیا از جمله رومن آبراموویچ را مسدود کرد. لیز تراس، وزیر امور خارجهٔ بریتانیا گفت: «آن‌ها با ارتباط نزدیک خود با پوتین، در تجاوز نظامی او شریک هستند. دست آن‌ها آغشته به خون مردم اوکراین است.» رومن آبراموویچ هرگونه ارتباط با دولت روسیه و ولادیمیر پوتین را رد می‌کند.
در ۲ مارس ۲۰۲۲، رومن آبراموویچ، هشت روز پیش از اِعمال تحریم، باشگاه چلسی را به فروش گذاشت. برخی از هواداران چلسی همچنان در پشتیبانی از او شعار می‌دادند اما برخی دیگر خواستار توقیف دارایی‌های او و نه فقط مسدود شدن آن‌ها بودند. رومن آبراموویچ به هواداران چلسی گفت: «امیدوارم بتوانم برای آخرین بار به ورزشگاه استمفورد بریج (ورزشگاه چلسی در غرب لندن) بیایم و حضوری با همهٔ شما خداحافظی کنم». او هم‌اکنون در خارج از بریتانیا به سر می‌برد و از ورود به این کشور، محروم است.
رومن آبراموویچ نقش فعالی در مذاکرات صلح بین روسیه و اوکراین داشت.
خبرهای مسمومیت وی با سم، واقعیت ندارند.